# 도당중학교
도당중학교(陶唐中學校)는 대한민국 경기도 부천시 원미구 도당동에 있는 공립 중학교이다.

## 학교 연혁
- 2018년 3월 1일 : 초대 진병구 교장 취임
- 2018년 3월 2일 : 제1회 입학식 (12학급 317명 입학)
- 2019년 1월 4일 : 제1회 졸업식 (13학급 326명 졸업)
- 2023년 3월 1일 : 제3대 양성배 교장 취임
- 2024년 1월 5일 : 제6회 졸업식(9학급 244명 졸업)
- 2024년 3월 4일 : 제7회 입학식(7학급 185명 입학)

## 참고 자료
- 도당중학교 - 한국교육학술정보원 학교알리미